# أنطونيو بيدرا
أنطونيو بيدرا (بالإسبانية: Antonio Piedra)‏ مواليد 10 أكتوبر 1985 في إشبيلية، هو دراج إسباني في صنف سباق الدراجات على الطريق.

## سجل النتائج

### سباقات أو مراحل فاز بها
- طواف إسبانيا

## روابط خارجية
- أنطونيو بيدرا على موقع الاتحاد الدولي للدراجات (الإنجليزية)
- أنطونيو بيدرا على موقع أرشيف الدراجات (الإنجليزية)
- أنطونيو بيدرا على موقع إحصائيات الدراجات الإحترافية (الإنجليزية)
- أنطونيو بيدرا على موقع نسبة الدراجات (الإنجليزية)
- أنطونيو بيدرا على موقع CycleBase (الإنجليزية)